# Ruoutasrivier
Ruoutasrivier (Zweeds – Fins: Ruoutasjoki; Samisch: Ruovddasjohka) is een rivier annex beek, die stroomt in de Zweedse  gemeente Kiruna. De rivier zorgt voor de afwatering van het Ruoutasvalleimeer. Ze stroomt naar het zuiden en mondt na circa drie kilometer uit in de Kummarivier.
Afwatering: Ruoutasrivier →  Kummarivier → Könkämärivier →  Muonio → Torne → Botnische Golf